# Problepsis riminota
Problepsis riminota là một loài bướm đêm trong họ Geometridae.